# Division Sud-Est de la LNH
En Amérique du Nord, la Division Sud-Est de la Ligue nationale de hockey (ou : section Sud-Est) a été formée en 1998 en tant que partie de l'Association de l'Est à l'occasion de l'ajout des Predators de Nashville. Elle disparaît en 2013 à la suite de la réorganisation de la ligue.

## Historique de la division
Lors de sa création, la division comprend quatre équipes : les Hurricanes de la Caroline, les Panthers de la Floride, le Lightning de Tampa Bay et les Capitals de Washington. Par le passé, les Hurricanes, jouaient dans la division Nord-Est tandis que les trois autres franchises évoluaient dans la division Atlantique.
En 1999, les Thrashers d'Atlanta rejoignent la division et deviennent donc la cinquième équipe de cette division. La vente et le déménagement des Thrashers à Winnipeg survient le 31 mai 2011. Bien que Winnipeg est géographiquement éloignée des autres équipes du Sud-Est des États-Unis, elle demeure temporairement dans la division Sud-Est pour la saison 2011-2012.

### Champions de la division
La liste ci-dessous présente les champions de la division depuis sa création :
Légende :
- Vainqueur de la Coupe Stanley
- Finaliste de la Coupe Stanley

| Saison  | Franchise                            | Bilan                                | Pts                                  | Résultats en playoffs |
| ------- | ------------------------------------ | ------------------------------------ | ------------------------------------ | --- |
| 1998-99 | Hurricanes de la Caroline            | 34-30-18                             | 86                                   | Défaite - Quarts de finale de conférence Est (Bruins) 4-2 |
| 1999-00 | Capitals de Washington               | 44-24-12-2                           | 102                                  | Défaite - Quarts de finale de conférence Est (Penguins) 4-1 |
| 2000-01 | Capitals de Washington               | 41-27-10-4                           | 96                                   | Défaite - Quarts de finale de conférence Est (Penguins) 4-2 |
| 2001-02 | Hurricanes de la Caroline            | 35-26-16-5                           | 91                                   | Victoire - Quarts de finale de conférence Est (Devils) 4-2 Victoire - Demi-finale de conférence Est (Canadiens) 4-2 Victoire - Finale de conférence Est (Maple Leafs) 4-2 Défaite - Coupe Stanley (Red Wings) 4-1 |
| 2002-03 | Lightning de Tampa Bay               | 36-25-16-5                           | 93                                   | Victoire - Quarts de finale de conférence Est (Capitals) 4-2 Défaite - Demi-finale de conférence Est (Devils) 4-1                                                                                                 |
| 2003-04 | Lightning de Tampa Bay               | 46-22-8-6                            | 106                                  | Victoire - Quarts de finale de conférence Est (Islanders) 4-1 Victoire - Demi-finale de conférence Est (Canadiens) 4-0 Victoire - Finale de conférence Est (Flyers) 4-3 Victoire - Coupe Stanley (Flames) 4-3     |
| 2004-05 | Saison annulée en raison du lock-out | Saison annulée en raison du lock-out | Saison annulée en raison du lock-out | Saison annulée en raison du lock-out |
| 2005-06 | Hurricanes de la Caroline            | 52-22-8                              | 112                                  | Victoire - Quarts de finale de conférence Est (Canadiens) 4-2 Victoire - Demi-finale de conférence Est (Devils) 4-1 Victoire - Finale de conférence Est (Sabres) 4-3 Victoire - Coupe Stanley (Oilers) 4-3        |
| 2006-07 | Thrashers d'Atlanta                  | 43-28-11                             | 97                                   | Défaite - Quarts de finale de conférence Est (Rangers) 4-0 |
| 2007-08 | Capitals de Washington               | 43-31-8                              | 94                                   | Défaite - Quarts de finale de conférence Est (Flyers) 4-3 |
| 2008-09 | Capitals de Washington               | 50-24-8                              | 108                                  | Victoire - Quarts de finale de conférence Est (Rangers) 4-3 Défaite - Demi-finale de conférence Est (Penguins) 4-3                                                                                                |
| 2009-10 | Capitals de Washington               | 54-15-23                             | 121                                  | Défaite - Quarts de finale de conférence Est (Canadiens) 4-3 |
| 2010-11 | Capitals de Washington               | 48-23-11                             | 107                                  | Victoire - Quarts de finale de conférence Est (Rangers) 4-1 Défaite - Demi-finale de conférence Est (Lightning) 4-0                                                                                               |
| 2011-12 | Panthers de la Floride               | 36-26-18                             | 94                                   | Défaite - Quarts de finale de conférence Est (Devils) 4-3 |
| 2012-13 | Capitals de Washington               | 26-18-2                              | 54                                   | Défaite - Quarts de finale de conférence Est (Rangers) 4-3 |

## Résultats saison par saison
- Vainqueur de la Coupe Stanley
- Finaliste de la Coupe Stanley
- Qualifié pour les séries éliminatoires
- (x) : Classement (seed) dans la conférence en fin de saison
- CP : Vainqueur de la Coupe du Président

| Saison  | Bilan des équipes                    | Bilan des équipes                    | Bilan des équipes                    | Bilan des équipes                    | Bilan des équipes                    |
| ------- | ------------------------------------ | ------------------------------------ | ------------------------------------ | ------------------------------------ | ------------------------------------ |
| Saison  | 1er                                  | 2e                                   | 3e                                   | 4e                                   | 5e                                   |
| 1998-99 | (3) Caroline (86)                    | Floride (78)                         | Washington (68)                      | Tampa Bay (47)                       |                                      |
| 1999-00 | (2) Washington (102)                 | (5) Floride (98)                     | Caroline (84)                        | Tampa Bay (54)                       | Atlanta (39)                         |
| 2000-01 | (3) Washington (96)                  | (8) Caroline (88)                    | Floride (66)                         | Atlanta (60)                         | Tampa Bay (59)                       |
| 2001-02 | (3) Caroline (91)                    | Washington (85)                      | Tampa Bay (69)                       | Floride (60)                         | Atlanta (54)                         |
| 2002-03 | (3) Tampa Bay (93)                   | (6) Washington (92)                  | Atlanta (74)                         | Floride (70)                         | Caroline (61)                        |
| 2003-04 | (1) Tampa Bay (106)                  | Atlanta (78)                         | Caroline (76)                        | Floride (75)                         | Washington (59)                      |
| 2004-05 | Saison annulée en raison du lock-out | Saison annulée en raison du lock-out | Saison annulée en raison du lock-out | Saison annulée en raison du lock-out | Saison annulée en raison du lock-out |
| 2005-06 | (2) Caroline (112)                   | (8) Tampa Bay (92)                   | Atlanta (90)                         | Floride (85)                         | Washington (70)                      |
| 2006-07 | (3) Atlanta (97)                     | (7) Tampa Bay (93)                   | Caroline (88)                        | Floride (86)                         | Washington (70)                      |
| 2007-08 | (3) Washington (94)                  | Caroline (92)                        | Floride (85)                         | Atlanta (76)                         | Tampa Bay (71)                       |
| 2008-09 | (2) Washington (108)                 | (6) Caroline (97)                    | Floride (93)                         | Atlanta (76)                         | Tampa Bay (66)                       |
| 2009-10 | (1) Washington CP (121)              | Atlanta (83)                         | Caroline (80)                        | Tampa Bay (80)                       | Floride (77)                         |
| 2010-11 | (1) Washington (107)                 | (5) Tampa Bay (103)                  | Caroline (91)                        | Atlanta (80)                         | Floride (72)                         |
| 2011-12 | (3) Floride (94)                     | (7) Washington (92)                  | Tampa Bay (84)                       | Winnipeg (84)                        | Caroline (82)                        |
| 2012-13 | (3) Washington (57)                  | Winnipeg (51)                        | Caroline (42)                        | Tampa Bay (40)                       | Floride (36)                         |

## Champions de la Coupe Stanley
- 2004 - Lightning de Tampa Bay
- 2006 - Hurricanes de la Caroline

## Vainqueur de la Coupe du Président
- 2010 - Capitals de Washington

## Liste des équipes vainqueur de la Division Sud-Est
| Franchise                           | Titres | Dernier titre | Années                                   |
| ----------------------------------- | ------ | ------------- | ---------------------------------------- |
| Capitals de Washington              | 7      | 2013          | 2000, 2001, 2008, 2009, 2010, 2011, 2013 |
| Hurricanes de la Caroline           | 3      | 2006          | 1999, 2002, 2006                         |
| Lightning de Tampa Bay              | 2      | 2004          | 2003, 2004                               |
| Trashers d'Atlanta/Jets de Winnipeg | 1      | 2007          | 2007                                     |
| Panthers de la Floride              | 1      | 2012          | 2012                                     |